# TorrentFreak
TorrentFreak (сокр. TF) — блог, специализирующийся на освещении последних новостей и тенденций в области протокола BitTorrent и совместного использования файлов, а также нарушений авторских и цифровых прав.
Сайт был запущен в ноябре 2005 года нидерландцем под псевдонимом Эрнесто ван дер Сар. К нему в 2007 году присоединились Энди «Enigmax» Максвелл и Бен Джонс. Среди постоянных авторов — Рикард Фальквинге, основатель Пиратской партии Швеции. Интернет-издание E-Commerce Times в 2009 году назвало Эрнесто как псевдоним Леннарта Ренкемы, владельца TorrentFreak. Тексты TorrentFreak являются свободным контентом, распространяемым по лицензии Creative Commons Attribution-NonCommercial (CC BY-NC) 3.0.
Ведущий исследователь и общественный менеджер — активист Пиратской партии Эндрю Нортон.

## Специализация
По словам канадского юриста Майкла Гейста, TorrentFreak «широко используется в качестве источника оригинального информирования по цифровым вопросам». Примерами являются The Guardian, CNN, The Wall Street Journal и фламандская газета De Standaard.
Частые области информирования включают в себя:
- Полицейское подразделение по защите интеллектуальной собственности лондонского Сити[14][15].
- Отчёты Торгового представительства США и отчёты о ненадёжных рынках[16].
- Анти-пиратское веб-блокирование[17].
- Новости торрент-трекеров[18].
- Обзоры VPN[19].
- Новости сайтов обмена файлами.
- Новости авторского права.

И другие новости, затрагивающие «авторское право, конфиденциальность и всё, что связано с обменом файлов».

## Известные события
17 августа 2007 года TorrentFreak сообщил, что Comcast начал ограничивать пропускную способность своей загрузки, особенно в отношении пользователей BitTorrent. Это сделало невозможным раздачу, которая является неотъемлемой частью протокола BitTorrent. Позднее было установлено, что Comcast использует продукты Sandvine, которые реализуют формирование и контроль сетевого трафика и включают поддержку как для блокировки новых, так и для принудительного завершения установленных сетевых подключений. Comcast отрицал эти претензии всякий раз, когда их просили прокомментировать ситуацию. Руководство для представителей службы поддержки клиентов Comcast по вопросам о регулировании BitTorrent было передано The Consumerist 26 октября 2007 года.
С октября 2008 года по март 2011 года TorrentFreak запускал недолго просуществовавшую службу видеоновостей под названием «torrentfreak.tv», режиссёром которой выступал Андрей Престон, основатель торрент-сайта Suprnova.
21 августа 2013 года Comcast угрожал судом TorrentFreak за запись об общедоступных судебных документах. Основной документ связывает подписчика Comcast с юридической фирмой Prenda Law. Судебный процесс, в котором был подан документ, представлял собой иск о нарушении авторских прав, возбуждённый AF Holdings за предполагаемое нарушение, объектом которого стал фильм для взрослых.
В августе 2013 веб-блокирующая технология, реализованная Sky Broadband, заблокировала сайт для клиентов из Великобритании после того, как EZTV манипулировала с его DNS-серверами и был заблокирован повторно системой родительского фильтра Sky Broadband Shield в январе 2014 года.